# شرغون
شرغون هي بلدة في مقاطعة ساريآسيا في ولاية صرخنداريا في أوزبكستان.